# Beatriz Azevedo
Beatriz Azevedo é poeta, cantora, compositora, performer e diretora, multiartista brasileira. Mestre em Literatura Comparada pela USP (FFLCH) e Doutora em Artes da Cena pela UNICAMP (Instituto de Artes). Estudou música no Mannes College of Music / Jazz Contemporary Music Program em Nova York e dramaturgia na Sala Beckett em Barcelona. Recebeu a bolsa Virtuose para Artistas, do Ministério da Cultura.

## Dados artísticos
Poeta, cantora e compositora, multiartista brasileira. É Doutora em Artes da Cena pelo Instituto de Artes da UNICAMP e Mestre em Literatura pela USP (Faculdade de Filosofia, Letras e Ciências Humanas da Universidade de São Paulo).  Recebeu a Bolsa Virtuose para Artistas, do Ministério da Cultura do Brasil.
Estudou música no Mannes College of Music e Jazz and Contemporary Music Program em Nova York (EUA).  Atriz e diretora teatral graduada em Artes Cênicas pela UNICAMP, estudou Dramaturgia na Sala Beckett em Barcelona (Espanha).
A editora Cosac Naify publicou seu livro Antropofagia Palimpsesto Selvagem, com prefácio de Eduardo Viveiros de Castro e desenhos do artista Tunga. Nos lançamentos do livro, Beatriz interpretou com Matheus Nachtergaele e Zé Celso Martinez Correa textos de Oswald e capítulos da obra; em São Paulo o lançamento teve debate com Beatriz, Nelson de Sá (Folha de S. Paulo), Marcia Tiburi e Zé Celso.  Em Belo Horizonte e Brasília, cantou com Moreno Veloso e Vinicius Cantuária músicas para poemas de Oswald de Andrade.  No Rio de Janeiro, Matheus Nachtergaele interpretou um capítulo de Antropofagia Palimpsesto Selvagem e Beatriz Azevedo lançou o disco antroPOPhagia no Oi Futuro Ipanema.
Beatriz Azevedo apresentou-se no Lincoln Center e no Festival do MoMA (Museum of Modern Art) em Nova York, além de participar de diversos festivais internacionais: WOMEX 2014 (Espanha), NUBLU JAZZ FESTIVAL 2012 (New York), CELEBRATE BRAZIL 2012 (New York), CMJ MUSIC MARATHON & FILM FESTIVAL 2011 (New York), FEMMES DU MONDE 2010 (Paris, França), Mirada Festival Ibero-Americano 2010 (Brasil), POPKOMM FESTIVAL 2008 (Berlim, Alemanha), DUNYA FESTIVAL 2007 (Rotterdam, Holanda), COPA DA CULTURA 2006 (Berlim, Alemanha), ART ANTHROPOPHAGIE AUJOURD'HUI 2005 (Paris, França), FLIP 2005 (Festa Literária Internacional de Parati), VERIZON MUSIC Festival 2004 (Nova York, EUA), entre outros.
Além de parcerias musicais com Augusto de Campos, Cristovão Bastos, Hilda Hilst, Oswald de Andrade, Raul Bopp, Vinicius Cantuária e Zelia Duncan, as composições de Beatriz Azevedo já foram gravadas por Adriana Calcanhotto, Celso Sim, Tom Zé, Vinicius Cantuária e Zé Celso Martinez Correa, entre outros.
Convidada a estrear seu novo projeto antroPOPhagia no Lincoln Center, Beatriz Azevedo preparou repertório autoral e inédito, apresentando-se em Nova York ao lado da banda Bárbaros Tecnizados. Logo a seguir, o show integrou a programação do Nublu Jazz Festival, no east village em Nova York. 
A gravadora Biscoito Fino lançou o primeiro CD gravado ao vivo da carreira de Beatriz Azevedo – antroPOPhagia ao vivo em Nova York – com composições próprias, arranjos originais para Cole Porter e Tom Jobim, e parcerias com a novíssima geração de músicos brasileiros.  Na Europa, o disco foi lançado pela gravadora Espanhola Discmedi.
Seu album ALEGRIA foi lançado pela Biscoito Fino no Brasil, com composições originais e participações especiais de Tom Zé e Vinicius Cantuária. No exterior, o CD foi lançado pela Discmedi e 121 Digital Media na Europa, e pela DG Diffusion na França. O álbum tem direção musical de Cristóvão Bastos e conta com grandes músicos como Bocato, Carlos Bala e Jorge Helder. Realizado entre SP, Rio e Nova York, onde Beatriz registrou as participações de Anat Cohen, Jamie Leonhart e Michael Leonhart.
A música de Beatriz Azevedo foi incluída na coletânea ‘Brazil-The Essential album’, ao lado de Tom Jobim, Elis Regina, João Gilberto e Chico Buarque. O álbum duplo foi lançado na Inglaterra pela Union Square Music. Outras duas canções de sua autoria estão no cd ‘Bossa Nova Nights’ da mesma gravadora.
A gravadora Biscoito Fino lançou também a coletânea “De Sampa”, incluindo uma faixa de Beatriz Azevedo ao lado de outros artistas paulistas como Arnaldo Antunes, Adoniram Barbosa, Luiz Tatit, Mônica Salmaso, Rita Lee, e o bahiano “paulistano” Tom Zé.
”Mapa-Mundi [samba and poetry]” é o segundo CD de Beatriz, e foi produzido por Alê Siqueira.   O CD “bumbum do poeta”, seu primeiro disco, foi lançado no Brasil pela Natasha Records e no Japão pela Nippon Crown. O CD conta com a participação de Adriana Calcanhotto, Zé Celso Martinez Correa e outros. Uma música do CD reuniu Beatriz Azevedo ao poeta Augusto de Campos e ao russo Maiakovski.
Em 2010 realizou show especial para celebrar os 100 anos de Pagu e os 120 de Oswald de Andrade, apresentando composições de Beatriz Azevedo e José Miguel Wisnik, ambos no palco, e de outros compositores como Cazuza e Caetano Veloso, que também musicaram poemas de Oswald.   
Quando morava em Nova York, Beatriz participou de shows ao lado de Cyro Baptista e Vinicius Cantuária.  Sua banda era formada por grandes músicos da cena de NY, como Bill Holcomb, Didi Gutman, Mauro Refosco, Michael Leonhart, Smokey Hornel e outros.
Como atriz, dirigida por Zé Celso Martinez Correa, atuou em “Ham-Let” e “Bacantes”, espetáculos do Teatro Oficina. Atuou ao lado de Giulia Gam e Rosi Campos em leitura dramática de Matamoros, no Teatro do Sesc Copacabana no Rio de Janeiro. Matamoros, texto de Hilda Hilst, estreou depois no CCBB em São Paulo, com Beatriz Azevedo, Luiz Paetow, Maria Alice Vergueiro e Sabrina Greve no elenco. Beatriz também interpretou a obra da escritora Hilda Hilst em programa especial realizado pela TV Cultura.
Atuou em “Ópera Urbana Zucco”, traduzindo e encenando a obra do dramaturgo francês Bernard Marie Koltès, publicada pela primeira vez no Brasil. Beatriz Azevedo também traduziu “Le Funambule”, texto do escritor Jean Genet, atuando em leituras dramáticas ao lado Zé Celso Martinez Correa. Fundou sua própria cia Cabaret Babel, atuando, escrevendo e dirigindo diversos espetáculos, entre eles “Bilitis” e “I Love: Maiakovski e Lili Brik”.
Recebeu prêmios de teatro, poesia e dramaturgia, entre eles o Prêmio Pesquisa de Linguagem Cênica da Secretaria de Estado da Cultura de São Paulo. Assinou a Curadoria e Direção Artística do EIA! (Encontro Internacional de Antropofagia, no Sesc Pompéia, em SP.  Durante 3 anos foi bolsista da FAPESP com pesquisa sobre a obra do escritor Oswald de Andrade. Recebeu o Prêmio de Midia Livre pela criação do website www.antropofagia.com.br
A TV Cultura filmou seu show “bum bum do poeta” e exibiu na televisão o programa especial com as participações de José Miguel Wisnik e Zé Celso. Escreveu os livros Idade da Pedra (Editora Iluminuras), com prefácio de Jorge Mautner, e Peripatético (Iluminuras).  Traduziu os autores franceses Bernard-Marie Koltés e Jean Genet.
Beatriz Azevedo integra a antologia de poesia contemporanêa Garganta, em livro e disco LP, reunindo autores como Alice Sant’Anna, Angélica Freitas, Ana Martins Marques, Bruna Beber, Fabricio Corsaletti, Fabiano Calixto, Gregório Duvivier, Mariano Marovatto, Omar Salomão, Sergio Cohn, e vários outros.

## Música
Discografia: 
AntroPOPhagia
1. Biscoito Fino - Rio de Janeiro (BRASIL)
2. 121 Discmedi – Barcelona (ESPANHA)

ALEGRIA
1. Biscoito Fino - Rio de Janeiro (BRASIL)
2. 121 Digital Media – Paris (FRANÇA)

MAPA-MUNDI [samba and poetry]
1. Acrobeat - São Paulo (BRASIL)

BUM BUM DO POETA
1. Natasha Records - Rio de Janeiro (BRASIL)
2. Nippon Crown - Tokyo (JAPÃO)

CD Alegria – Composições
1. Alegria (Beatriz Azevedo + Vinicius Cantuária)
2. Coco (Beatriz Azevedo + Raul Bopp)
3. Rede (Beatriz Azevedo)
4. Abraçar o sol (Beatriz Azevedo + Cristóvão Bastos)
5. Speak low (Kurt Weill + Ogden Nash)
6. Circo (Beatriz Azevedo)
7. Pelo buraco (Beatriz Azevedo)
8. Não é da conta de ninguém (versão de Beatriz Azevedo /música de Porter Grainger + Everett Robbins)
9. Sem fronteiras (Beatriz Azevedo)
10. Os dais não passam (Beatriz Azevedo + Pepê Mata Machado)
11. Savoir par coeur (Beatriz Azevedo)
12. Relicário (Beatriz Azevedo + Oswald de Andrade)

Mapa-mundi [samba and poetry]– Composições
1. Olodrum'n'bass (Beatriz Azevedo)
2. Mapa Mundi (Beatriz Azevedo)
3. Seu Nome n'Areia (Beatriz Azevedo)
4. Sei Que Não Sei De Nada (Beatriz Azevedo)
5. Pamonhas (Beatriz Azevedo)
6. Inverno (José Miguel Wisnik)
7. She Is a Fish (Beatriz Azevedo + Pepe Mata Machado)
8. O Mar (Beatriz Azevedo + Celso Sim)
9. Vem Cá (Beatriz Azevedo)
10. Doido Não Avisa Quando Vai Dar Piti (Beatriz Azevedo)
11. Constelações (Beatriz Azevedo)
12. O Mesmo Sol (Beatriz Azevedo)
13. Corda Bamba (Beatriz Azevedo)
14. Afrodite (Beatriz Azevedo + Vitor Trindade)
15. Cogito (Torquato Neto)
16. Idade da Pedra (Beatriz Azevedo)
17. Tocar na Banda (Adoniram Barbosa + letras adicionais de Beatriz Azevedo)

Bum Bum do Poeta – Composições
1. Caos
2. Bum Bum
3. Outro Lado
4. Querelle (Beatriz Azevedo + Gabriel Braga Nunes)
5. Cena
6. Passa da Uma (Beatriz Azevedo + Augusto de Campos + Maiakovski)
7. Tarô (Beatriz Azevedo + Gabriel Braga Nunes)
8. Tradução (Beatriz Azevedo + Gabriel Braga Nunes)
9. Circo
10. Rede
11. Egoísta
12. Palavrassão

## Literatura
Livros:
- Antropofagia Palimpsesto Selvagem (Editora Cosac Naify – São Paulo (Brasil))
- Idade da Pedra (Editora Iluminuras – São Paulo (Brasil))
- Peripatético (Editora Iluminuras – São Paulo (Brasil))

## Teatro
Beatriz Azevedo é atriz e diretora teatral, graduada em Artes Cênicas pela Unicamp, fundou sua própria Cia Cabaret Babel e atuou em espetáculos do Teatro Oficina com direção de Zé Celso Martinez Correa.
Espetáculos:
- Matamoros [da fantasia] texto Hilda Hilst dramaturgia e encenação Beatriz Azevedo com Beatriz Azevedo, Luiz Paëtow, Maria Alice Vergueiro, Sabrina Greve Teatro do CCBB - Centro Cultural Banco do Brasil - São Paulo
- Funâmbulo - leitura dramática. texto Jean Genet tradução e dramaturgia Beatriz Azevedo com Beatriz Azevedo e Zé Celso Martinez Correa Teatro do Sesc Copacabana – Rio de Janeiro / Casa da Palavra, SP.
- Peripatéticos – musical circense dramaturgia e direção Beatriz Azevedo Sesc Pompéia – São Paulo
- Peripatético Poema de Chão – performance com Beatriz Azevedo, Márcio Forte, Pixu Flores e Banda Griot, na Casa da Marquesa de Santos – aniversário de São Paulo
- Ópera Urbana Zucco texto Bernard-Marie Koltés dramaturgia e encenação Beatriz Azevedo com Adilson Barros, Beatriz Azevedo, Magali Biff, Petrônio Gontijo. teatro do Sesc Pompéia – São Paulo
- Bacantes Texto Eurípedes Direção Zé Celso Martinez Correa Teatro Oficina / Festival Teatro Grego de Ribeirão Preto.
- Ham-Let Texto William Shakespeare Direção Zé Celso Martinez Correa Com Alexandre Borges, Beatriz Azevedo, Júlia Lemmertz, Marcelo Drummond, Paschoal da Conceição, Zé Celso, e grande elenco.
- Teatro Oficina / Teatros do Sesc SP.
- I Love Maiakovski e Lili Brik texto e direção Beatriz Azevedo Com Cláudia Schapira, Jairo Matos, Joca Andreassi, Pitxo Falconi.
- Teatro do Centro Cultural São Paulo
- Liubliú texto e direção Beatriz Azevedo com Cláudia Schapira, Petrônio Gontijo e Cia Cabaret Babel Sesc Consolação – São Paulo
- Fantasia de Fedra Furor texto de Beatriz Azevedo direção de Cibele Forjaz com Rosi Campos e Paulo Márcio teatro do Sesc Consolação – São Paulo
- Bilitis texto Pierre Louys dramaturgia e direção Beatriz Azevedo Teatro Vento Forte – São Paulo / Teatro do Inst. Artes da Unicamp